# Wonderful Life (Zucchero Fornaciari)
Wonderful Life è un singolo di Zucchero Fornaciari, cover dell'omonimo brano di Black, estratto dalla raccolta All the Best.

## Video musicale
Nel videoclip del brano, girato a Barcellona sono inquadrate persone di ogni età, dalla nascita sino alla vecchiaia: circa a metà del video compare Zucchero all'interno dell'Arena di Verona.

## Tracce
1. Wonderful Life – 5:12 (Black)
2. Wonderful Life – 4:30 (Black) – radio edit

Durata totale: 9:42

## Classifiche
| Classifiche (2007-2008)         | Posizione massima |
| ------------------------------- | ----------------- |
| Italia                          | 4                 |
| Croazia                         | 7                 |
| Belgio (Vallonia)               | 14                |
| Russia (airplay)                | 132               |
| Slovacchia (airplay)            | 72                |
| Ucraina (airplay)               | 58                |
| Europa                          | 132               |
| Classifiche (2015)              | Posizione massima |
| Repubblica Dominicana (digital) | 80                |